# Rihards Lomažs
Rihards Lomažs, né le 13 avril 1996 à Tukums en Lettonie, est un joueur letton de basket-ball jouant au poste d'arrière.

## Carrière professionnelle
Le 4 juillet 2019, Lomažs s'engage avec l'ASVEL Lyon-Villeurbanne.
Le 23 janvier 2021, le club annonce la rupture de son contrat d'un commun accord. Le lendemain, Lomažs s'engage jusqu'à la fin de la saison 2020-2021 avec le BG 74 Göttingen en première division allemande.
Le 15 juillet 2021, Lomažs rejoint le club turc de Merkezefendi Belediyesi Denizli Basket (en)en première division turque.
Le 11 juillet 2022, il signe un contrat de deux ans avec le Casademont Zaragozaqui évolue dans le championnat espagnol.